# Admiraloberstabsarzt
Der Admiraloberstabsarzt ist einer der Dienstgrade der Bundeswehr für Marineuniformträger. Gesetzliche Grundlage ist die Anordnung des Bundespräsidenten über die Dienstgradbezeichnungen und die Uniform der Soldaten und das Soldatengesetz.

## Dienstgradabzeichen
Das Dienstgradabzeichen für Admiraloberstabsärzte entspricht im Wesentlichen dem für Vizeadmirale. Zur Unterscheidung der Admiraloberstabsärzte dienen Laufbahnabzeichen in Form eines Äskulapstabes. Die Schlange windet sich im Laufbahnabzeichen für Ärzte in doppelter Windung, bei Zahnärzten in einfacher Windung um den Stab.

## Sonstiges
Die Dienstgradbezeichnung ranggleicher Luftwaffen- und Heeresuniformträger lautet Generaloberstabsarzt. Hinsichtlich Befehlsgewalt, Ernennung, Sold, den nach- und übergeordneten Dienstgraden, auch hinsichtlich der Dienststellungen sind Admiraloberstabsärzte und Generaloberstabsärzte gleichgestellt. Beide Dienstgrade wurden mit der sechsten Anordnung des Bundespräsidenten über die Dienstgradbezeichnungen und die Uniform der Soldaten vom 5. Mai 1966 neu geschaffen.
| \| Offizierdienstgrad \| \| \| \| Niedrigerer Dienstgrad[9] \| \| Höherer Dienstgrad[9] \| \| Generalmajor Konteradmiral Generalstabsarzt Admiralstabsarzt \| Generalleutnant Vizeadmiral Generaloberstabsarzt Admiraloberstabsarzt \| General Admiral n.v. \| \| Dienstgradgruppe: Mannschaften – Unteroffiziere o.P. – Unteroffiziere m.P. – Leutnante – Hauptleute – Stabsoffiziere – Generale Siehe auch: Dienstgrade und Dienstgradabzeichen der Bundeswehr \| \| \| | Dienstgradabzeichen für Zahnärzte Schulter- und Ärmelabzeichen        |                      |
| Offizierdienstgrad |                                                                       |                      |
| Niedrigerer Dienstgrad |                                                                       | Höherer Dienstgrad   |
| Generalmajor Konteradmiral Generalstabsarzt Admiralstabsarzt | Generalleutnant Vizeadmiral Generaloberstabsarzt Admiraloberstabsarzt | General Admiral n.v. |
| Dienstgradgruppe: Mannschaften – Unteroffiziere o.P. – Unteroffiziere m.P. – Leutnante – Hauptleute – Stabsoffiziere – Generale |                                                                       |                      |

## Trivia
Der Admiraloberstabsarzt ist der seltenste Dienstgrad der Bundeswehr. In der Geschichte der Bundeswehr wurde der Dienstgrad bisher erst zweimal verliehen. Zurzeit gibt es keine aktiven Soldaten oder Reservisten in diesem Dienstgrad, denn die beiden Inhaber dieses Dienstgrades sind bereits verstorben.